# هيونا
كيم هيون اه' (هانغل: 김현아) (من مواليد 06 يونيو 1992 في سيئول، كوريا الجنوبية) ومعروفة أكثر بأسم هيونا هي مغنية وعارضة أزياء وكاتبة غنائية ومغنية راب كورية جنوبية بدأت مسيرتها الفنية عام 2007. وهي عضوة في فرقة فور مينيت. تجيد الغناء باليابانية والكورية.

## السيرة الذاتية
ولدت هيونا يوم 6 يونيو، 1992 في سيول، كوريا الجنوبية. ارتادت مدرسة شونغام المتوسطة ومدرسة كوريا الثانوية للموسيقى والفنون، ثم جامعة كونكوك وتخصصت في الثقافة الفنية، حيث حصلت على قبول خاص.

## الحياة الشخصية
في 2 أغسطس 2018 ، كشفت هيونا أنها تواعد عضو بينتاغون السابق دآون منذ مايو 2016. تمت خطبتهم في 3 فبراير 2022. في نوفمبر 2022 ، اعلنت هيونا انها قد انفصلت عن دآون.
في 28 نوفمبر 2019 ، نشرت هيونا رسالة على إنستغرام تتحدث فيها عن صحتها وكشفت أنه تم تشخيص إصابتها بالاكتئاب واضطراب الهلع في عام 2016. بالإضافة إلى ذلك ، كشفت أنها عانت من تشويش الرؤية، مما أدى إلى ان يغمى عليها. اعتقدت هيونا ان تلك كانت مجرد أعراض اضطراب الهلع و قررت ان تتجاهل ذلك، ولكن بعد رؤية الطبيب، تم تشخيصها بـ استجابة وعائية مبهمية.

## أقرأ ايضاً
- قائمة أغاني هيونا

## روابط خارجية
- هيونا على موقع IMDb (الإنجليزية)
- هيونا على موقع ميوزك برينز (الإنجليزية)
- هيونا على موقع أول ميوزيك (الإنجليزية)
- هيونا على موقع ديسكوغز (الإنجليزية)
- هيونا على موقع قاعدة بيانات الفيلم (الإنجليزية)